# 遊☆戯☆王デュエルモンスターズ
『遊☆戯☆王デュエルモンスターズ』（ゆうぎおうデュエルモンスターズ）は、高橋和希の漫画『遊☆戯☆王』を原作とするテレビアニメである。2000年4月18日から2004年9月29日までテレビ東京系列で放送された。全224話。字幕放送。
その後も再放送が現在に至るまで実施されている（詳細は後述）。

## 概要
『遊☆戯☆王』のテレビアニメ第2作。原作のカードゲームを再現したトレーディングカード（トレカ）商品が人気を呼んだことをきっかけに再アニメ化されたシリーズであり、ホビー『遊☆戯☆王オフィシャルカードゲーム』とタイアップしている。1998年にテレビ朝日系で放送された『遊☆戯☆王 (アニメ第1作)』と関連性はない。
毎週火曜19:28（途中から19:30）から放映されていたが、2003年10月(173話)から毎週水曜18:30に放映時間が変更された。火曜枠の頃は度々休止していたため、82話〜168話は度々2〜3話分を一挙に放送している。
制作は「ADK」傘下の「NAS」が担当となり、アニメ制作はテレビ朝日版の「東映動画（現：東映アニメーション）」から「スタジオぎゃろっぷ」になった。スタッフはキャラクターデザインを担当した荒木伸吾、姫野美智以外はほぼ一新されているが、バトルシティ編からはテレビ朝日版にも参加した作画監督の本橋秀之、演出担当の細田雅弘らがスタッフに加わっている。
武藤遊戯の声優に当時ジャニーズJr.であった風間俊介を起用したのを皮切りに、全てのキャスト（配役）が変更・一新されている。
原作では最後のカード戦以外の展開となった「ドラゴン・ダイス&ダンジョンズ編」は、内容を若干アレンジして「ダンジョンダイスモンスターズ編」（46話 - 49話）として放送されたほか、オリジナル展開で「デュエルモンスターズクエスト編」（43話 - 45話）、「乃亜編」「ドーマ編」「KCグランプリ編」が放送された。また、ソリッドビジョンシステムを駆使したデュエルディスクなどの設定は、原作とアニメでは違いがある。
次回予告は真崎杏子が担当しており、次回の内容を大まかに述べた後「次回、『（タイトル）』、デュエルスタンバイ！」と締めるという形で行われていたが、次回のデュエルで活躍するキーカードや重要な展開までネタバレしてしまうことが頻繁にあり、ネタバレの激しい次回予告としてバラエティ番組やインターネットでしばしばネタにされることがある。
なお第180話まではED前に次回予告が流されていたが、第181話以降はED後に流されるようになった。

### 再放送・リマスター版
2004年4月3日から2008年8月2日まで、テレビ東京系列6局ネットで毎週土曜7:30 - 8:00に放送された。以降、この枠では2020年3月まで、ぎゃろっぷ制作版『遊戯王』シリーズ作が再放送されていた。
このほかBSジャパンでも開局後に放送されたが一度打ち切られ、2010年10月2日 - 2015年1月30日まで、毎週土曜夕方5時30分より（2013年4月より金曜夕方5:00〔後半に新作を放送する「遊戯王デュエルアワー」の前半〕）改めて1話から再放送された、この際SD制作の為両端に番組タイトルロゴの入ったサイドパネルが設置されるピラーボックス放送となる。CSではアニマックスで2008年2月より放送。
2015年2月7日から2019年6月29日まで、『遊☆戯☆王誕生20周年プロジェクト』の一環として、本作映像をHDデジタルリマスター、画面アスペクト比を16:9上下カットコンバート版『遊☆戯☆王デュエルモンスターズ 20thリマスター』と題し、上記のテレビ東京系列6局ネットで毎週土曜7:30 - 8:00枠で放送していた。当番組では、字幕放送を実施。武藤遊戯の台詞は黄色、闇遊戯の台詞は青緑、真崎杏子の台詞は茶色、その他の人物の台詞は朱色で表示される。
この枠とは別に、同じく20周年プロジェクトとして「バトル・シティ編」を16:9のHDデジタルリマスター、上下カットコンバート版として、2015年4月よりテレ東系各局で深夜帯に再放送（テレビ東京の場合は4月7日から2016年8月30日まで、毎週火曜26:05 - 26:35で放送。2016年2月6日から2017年11月25日まで上記の「20thリマスター」版でも放送）。初回は「特別版　ロードトゥバトル・シティ」と題して、第41話冒頭までのストーリーを海馬瀬人の視点でダイジェスト放送。なお、HDリマスター版に際して、第52話から第80話までのOPとEDは一部映像を差し替えたりモンスターの色をオリジナル版より違う色にしたりするなどの多少の変更がなされている。なお、本放送時にバトルシティ編の本戦1回戦とアルカトラズ決戦の合間に放送された「乃亜編」は、今作では未放送であるが、「乃亜編」での出来事が及言される場面はそのまま放送された。
- 深夜のバトル・シティ編では、再放送開始から2016年5月までは次回予告は一切放送せず、劇場版『遊☆戯☆王 THE DARK SIDE OF DIMENSIONS』の番宣を行っていたが、2016年6月からはカットされていた次回予告を開始した。

2016年4月21日にはニコニコ生放送で映画公開記念として、公開日直前に『遊☆戯☆王デュエルモンスターズ』最終章「王の記憶編」を2夜連続で土曜日に第119話から第210話、日曜日に第211話から第224話を一挙放送した。
2016年8月19日にもニコニコ生放送で20周年記念として『20周年記念！まるごと『遊☆戯☆王』ほぼ20時間TV』が一挙放送され、バトルシティ編（前編）の第52話から第97話が放送された。
2016年9月6日毎週火曜26:05 - 26:35（テレビ東京）から2017年3月28日まで、テレビ東京ほかにて『遊☆戯☆王 20thセレクション』を放送していた。ここでは「王の記憶編」の一部、「戦いの儀」が放送された。
2018年3月10日にはニコニコ生放送で「ちょい見生放送」として第1話から第12話が一挙放送された。
2019年5月1日の水曜日深夜0時にはABEMA「みんなのアニメチャンネル3」にて、「ずっと俺のターン!!!」と銘打たれシリーズ全224話がノンストップで一挙配信された。
- なお、20thセレクションでは次回予告は一切放送せず、9月は2016年9月24日に封切られる劇場版『遊☆戯☆王 THE DARK SIDE OF DIMENSIONS』のMX4D仕様版の番宣、10月からは遊☆戯☆王ARC-Vの一般用宣伝を行っている。

## あらすじ

### 決闘者の王国編
第1話 - 第42話。
第1話は原作における「海馬瀬人」の初登場回とDEATH-T編でのデュエルをベースにしたストーリー。「武藤遊戯」の祖父・武藤双六が世界に4枚しかないとされるレアカード「青眼の白龍（ブルーアイズホワイトドラゴン）」を所持することを知った海馬は、残る3枚の同カードを入手、双六にデュエルを挑み、これに勝利して青眼の白龍のカードを破り裂いた。遊戯は双六のデッキを託され、海馬にデュエルを挑む。ここでのデュエルは「海馬スペシャルルール」と称して行われた（下記の物とほぼ同じ）。
それからしばらくしたある日、デュエルモンスターズの創造者「ペガサス・J・クロフォード」から遊戯の元へ一通のビデオレターが届く。そのビデオレターに現れたペガサスは、なんとデュエルをすると言い出し、遊戯はテレビの前にカードを置いてデュエルを始める。しかし遊戯の戦略は、全てペガサスに見透かされていた。ビデオの時間切れによって遊戯の敗北扱いとなり、罰ゲームとして祖父・双六の魂がビデオに封印されてしまう。最後にペガサスは、自分が千年アイテム「千年眼（ミレニアム・アイ）」を持っている事を告げて消えていった。双六を救うため、ペガサスが提示した条件であるデュエル大会「決闘者の王国（デュエリストキングダム）」への参加を決意する遊戯。一方、遊戯の親友である「城之内克也」もこの王国に参加したいと言い出す。それは優勝賞金を手に入れ、目の病気に苦しむ妹・静香を救うためであった。
第42話までと第46話・第50話・第51話・第53話のデュエルは、「上級モンスターカードを召喚するのに生贄が不要、ライフポイント2000、ダイレクト・アタック不可」といった、現在行われているデュエルとは違う初期のルールだった。また、デュエルに使用されたソリッドビジョンのシステムも、原作ではテーブル型（ボックス）であるのに対し、アニメでは「デュエル・リング」と呼ばれる大掛かりな装置（「デュエル・スタンバイ」の掛け声で地面から競り上がってくる）となっていた。他王国編以前のエピソードは対海馬戦以外カットされ、王国編で一部のみ挿入された。
原作にはなかった話もいくつか制作され、原作と違ってキースはペガサスに殺害されず、遊戯と城之内の決勝戦（原作ではペガサスが不要と判断し行われず）も描かれた。
ペガサス島から帰還後は、原作における海馬初登場回に写真のみ登場した双六の友人の孫である全米チャンピオンのレベッカが登場するTVアニメオリジナルエピソードが描かれた。
なおネット配信でのシーズン制ではDMクエスト、DDM編、50・51話もこのシリーズに統合されている。
このシリーズでは、中盤あたりまでオープニングの前にアバンタイトルがあった。初期はゲームの歴史と遊戯が千年パズルを完成させたことを紹介するもの、その後は島に渡って仲間と共にペガサスに挑むことを紹介するものであった。シリーズ終盤はアバンタイトルなしでオープニングに入るようになった（その後、ドーマ編の中盤で前回までのあらすじを紹介していたが短期間で元に戻った）。なお、初期のものでは遊戯を「光と闇 二つの心を持つ少年。人は彼を『遊戯王』と呼ぶ」と紹介していた。

### DMクエスト編
第43話 - 第45話。
3話のみ制作された、番組史上初のTVアニメオリジナルストーリー。なおこのシリーズは後の乃亜編の前日譚となっている。
決闘者の王国の戦いにてペガサスの海馬コーポレーション乗っ取りは失敗しに終わり、それどころか行方不明だった社長の海馬は完全にペガサスの呪縛から解放され、拐われていたモクバも救い出し颯爽と海馬コーポレーションの重役BIG5と対峙する。彼らはペガサスと組み海馬に変わり海馬コーポレーションを牛耳ろうと企んでいたのだが、ペガサスの敗北により頓挫。当然巧みの一件も社長側にも完全に露見していた。当然海馬にその事を追求され即刻解雇を命じるものの、BIG5は「元々は社長が遊戯に負けたことがキッカケです」と反論。その後BIG5は「デュエルモンスターズを元としたバーチャルゲームを作成していた」と発言しこのゲームで海馬に勝負を挑む。「社長がこのゲームをクリアできれば甘んじて解雇を受け入れるがもしクリアできなければクビは無かったことにしろ」という提案だ。 社長はゲームを挑まれた以上答えるのが流儀と言わんがばかりにその提案を受け入れるが、それこそがBIG5の罠であった。海馬は早速バーチャルゲームに飛び込み、現れた二頭を持つキングレックスを青眼の白龍にて撃墜するが、突如現れた忍者モンスターに「ドラゴン族・封印の壺」を投げ込まれ、青眼の白龍ごと吸い込まれ意識を失ってしまった。 それを見ていたモクバ海馬のデッキを持ち出して通気口から脱出。 最愛の兄を救うために雨の中を飛び出し、やがて辿り着いたのはライバルである遊戯の店だった。

### DDM編
第46話 - 第49話。
遊戯達が2年生に進級した日、遊戯の店の目の前に新しいゲーム店がオープンした。人生最大の危機だと落ち込む双六をしりめに、その店で売り出されるという最新ゲームに興味津々の遊戯。杏子と一緒に偵察と称してその店にでかけていくが杏子に止められるがそれと同時に遊戯達の隣のクラスに御伽龍児という転校生がやって来た。それを嗅ぎ付けと、御伽は城之内にバーベット有のカップ＆ダイスの勝負を挑むがフェイントに引っ掛かり、敗北したが城之内は納得が行かずデュエルで決着を付けろと再挑戦を叩きつける。
その日の午後に遊戯達は最新ゲーム「DDM」が置かれているゲームショップ・BLACK CROWNへ訪れ、御伽は待ち受けており、城之内とデュエルを展開し、ソードハンターやゴブリン突撃部隊で力押しする城之内を利用して道連れやビックバイバーで激破しつつ勝利し、城之内をペットにした。それに激しい怒りを抱いた遊戯は闇遊戯に人格交代し、御伽とDDMを展開した。
原作の当該シリーズは描写がTVアニメ化するには放送コードに触れてしまう為、御伽が勝負を挑んだ動機が変更されて遊戯ではなく王が御伽と対戦し、賭ける物も千年パズルではなくデュエリスト生命に変更されるなどの改変が施された。

### バトルシティ編
第50話 - 第97話、第122話 - 第144話。
※2015年にテレ東系で深夜帯に再放送された際には「バトル・シティ編」と表記されているが、本項ではナカグロ点無しで記載する。深夜再放映帯は50・51話をダイジェスト放送し本格放送・ネット配信では52話が本シリーズ初回となっている。
序盤はDDM編での原作改変に伴い、原作と違って生存していたキースが再登場しデュエルを展開、御伽の父親Mr'クラウンに代わってキースが千年パズルを一旦破壊するTVアニメオリジナル要素を加えたエピソードが描かれた。
童実野美術館に呼び出された海馬が出会ったのは、エジプト政府の要人イシズ・イシュタール。彼女は海馬に「3枚の神のカード」にまつわる話を聞かせ、その神のカードの一枚である「オベリスクの巨神兵」を託し、残り二枚の神のカードの回収を依頼する。イシズの話を聞いた海馬は、レアカード強奪集団「グールズ」を滅ぼして神のカードをグールズから奪回すべく、アンティ制を導入した大規模デュエル大会「バトルシティ」の開催を宣言する。時同じくして童実野美術館を訪れた遊戯は、一枚の大きな石版を目の当たりにする。そこに描かれていたのは遊戯自身であった。
決闘盤（デュエルディスク）の仕様が原作とは少し異なっている。原作ではコンパクトな代わりに、変形が出来ず、アニメ版だとデュエルディスクは変形し折りたたまれ様になっている。また、アニメと原作でソリッド・ビジョンの設定解釈が違っており、デュエルルールは第54話から原作と同じスーパーエキスパートルールになりライフ4000から開始、登場するカードは一部を除いてOCGと同じ物（原作と同じにする場合はカード名を変更している時があった）にしている他、徐々にOCG要素を取り入れている。原作のバトルシティ編同様に当シリーズと乃亜編のみ「融合モンスターが融合召喚されたターンは攻撃できない」というルールが追加された。
原作では、1日目に予選から決勝トーナメント第4試合までを行い、2日目が最終戦となったが、アニメ版では、予選は2日（1日目は遊戯VSパンドラまで）行われた為、3日間の出来事になっている。
決勝トーナメントの最初の地となった飛行船バトルシップは後述の乃亜編でジェット機のような形状となるが、爆発の衝撃でエンジンを損傷した。その為、アルカトラズ脱出の際には、意識不明になった際の城之内を搬送するために派遣された海馬コーポレーションのヘリコプターが使われた。

### 乃亜編
第98話 - 第121話。
第97話で原作に追いついてしまった為、半年に亘って間に挟んだTVアニメオリジナルシリーズ。このシリーズでは、OCGカード中心にデュエルが行われ、遊戯達のカードもストラクチャーデッキに収録されているカードが含まれている。さらに登場した新カード6枚は抽選で発送するという企画も行われた。海馬兄弟を中心とした物語が展開され、それに伴い数々のアニメオリジナル設定が追加されている。海馬剛三郎も出現した。
バトルシップは最終決戦の舞台「人工島（アルカトラズ）」へ向けて進んでいたのだが、突如として海中から現れた巨大建造物によって捕捉されてしまう。そこにいた少年は「海馬乃亜」。乃亜は遊戯達を肉体を失った海馬コーポレーションの重役グループ「BIG5（ビッグファイブ）」達が存在する仮想現実に誘い込み、「デッキマスタールール」でのデュエルを強要する。負ければ体を奪われるデュエルに、遊戯達はそれぞれ別行動で挑んでいくことになる。

### ドーマ編
第145話 - 第184話。
10ヶ月におよんで放送されたTVアニメオリジナルシリーズ。このシリーズは心の闇を題材にしており、遊戯を始めに主要人物たちにアニメ独自の設定が追加されている。また、デュエルモンスターズ界(詳細は下記記載)をはじめ数々のオリジナル設定を盛り込む。ペガサス、孔雀舞、羽蛾、竜崎などの決闘者の王国編の人物達が再登場している。
失われた記憶を見つける為、童実野美術館の石版の前で3枚の神のカードを翳す闇遊戯だが、封印は解かれず、逆に石版が凍結してしまった。同時に世界中でデュエルモンスターズが実体化しパニック状態となる。更に3枚の神のカードは奪われ、遊戯の前には「ドーマ」と名乗る組織の男達が現れる。遊戯は彼らの1人グリモに負ければ魂を封印される闇のデュエルを挑まれる。
謎のフィールド魔法「オレイカルコスの結界」を発動するグリモを辛うじて倒した遊戯達に、ペガサスから緊急連絡が届き、一行はアメリカへと旅立つ。一方海馬は、自社株が何者かに大量に買い付けられ、会社が乗っ取られそうになっている事を知る。その買い主とは何とペガサスであった。ペガサスの元へ赴いた海馬だったが、ペガサスは先程遊戯に助けを求めていたとは思えない態度で、海馬に勝負を挑んで来た。

### KCグランプリ編
第185話 - 第198話。
ドーマ編終了後、最終章である王の記憶編の放送に入る前に今一度、約3ヶ月に亘って放送されたTVアニメオリジナルシリーズ。
アメリカから日本に帰国するための費用が無い事に困惑する遊戯達。その頃、ドーマの策略で社名に傷がついた海馬コーポレーションは、社運を賭けて世界規模のデュエル大会「KC（海馬コーポレーション）グランプリ」を企画していた。モクバが、城之内は選手として、遊戯は優勝者とのエキシビジョンマッチの対戦相手としてこの大会に出場すれば、遊戯たちは海馬コーポレーションの配慮で帰国出来ると提案する。
一方、海馬コーポレーションを陥れようとする陰謀が暗躍していた。

### 王の記憶編
第199話 - 第219話。
イシズ達の案内でエジプトの神殿にある記憶の石版の元に辿り着く遊戯達。しかし、それを闇獏良も追ってきていた。闇遊戯が石版に3枚の神のカードをかざすと、石版が光り出して闇遊戯と闇獏良の魂が吸い込まれてしまう。
闇遊戯の魂は古代エジプトの王宮にいた男の体に入った。その男は側近や六神官から「ファラオ」と呼ばれるが、自身の真の名は分からずじまいであった。神官達は互いに魔物や精霊を召喚し、「ディアハ」と呼ばれる戦闘を行っていたのだが、まさしくその姿は、元の現代におけるデュエルモンスターズそのものであった。一方闇獏良の魂は、連行中の墓荒しの男の中に入る。そのころ神殿に取り残された遊戯達の前にシャーディーが現れ、闇遊戯と闇獏良が記憶の世界で究極の闇のゲームで対決することを告げる。
原作初期で獏良が初登場したモンスターワールド編を布石とした、本編のクライマックス。物語上の様々な謎や伏線はほぼこの章で明らかとなる。
原作では美術館裏での模型上で行われていた戦いになっていたが、アニメ版ではエジプトに向かった後に記憶の石板の中での空間という設定になっており、王が千年パズルに道連れで封印したのはアクナディンではなくゾークの本体になっていたりするなど、設定がかなり変わっている。さらに、原作ではこの章に登場しなかった海馬が登場し、戦いに参戦している。
また、原作には無い「古代デュエルディスク（ディアディアンク）」が存在する。

#### 闘いの儀
第220話 - 第224話。
自らの名前と、全ての記憶を取り戻した闇遊戯ことアテム。海馬、獏良と共に残りの千年アイテムを手に神殿を出た遊戯達はイシズ達から「誰かがもう一人の遊戯と『闘いの儀』、つまりデュエルを行い、魂を安らかに眠らせる必要が有る」ということを聞く。それは、もう一人の遊戯が冥界へ旅立つ為の別れの戦いであった。
波止場で双六、御伽、モクバと合流し船で神殿に向かう遊戯達。闘いの儀は、遊戯が自らの意思で受ける事となった。そして冥界の神殿の冥界の石版に千年アイテムをおさめると遊戯の影が2つに分かれ、二人の遊戯が現出する。
遂に最後の決闘が始まった。お互い一歩も引かず、ファラオの魂の為、それ以前にデュエリストとしての真剣勝負を繰り広げる。
TVシリーズでは原作の流れに大幅にオリジナル展開が加えられ、海馬兄弟がエジプトに同行している他、三幻神をアテムが同時召喚して迫り、これまで2人の遊戯が多用して来たモンスター達を次々に登場させる等、今までの放映の集大成的な決闘となった。

## 登場人物
- 武藤遊戯 - 風間俊介（放送当時:ジャニーズJr.）
- 真崎杏子 - 齊藤真紀
- 城之内克也 - 高橋広樹
- 孔雀 舞：寺田はるひ
- 海馬瀬人 - 津田健次郎

## 主なカード
登場人物が使用したカードについては各登場人物の個別ページも参照。

### モンスターカード
青眼の白龍
海馬瀬人の愛用カード。世界に4枚しか存在しないカードで、その内3枚を海馬が所持しており、最後の1枚は海馬が破り捨てた。
ブラック・マジシャン
武藤遊戯の愛用カード。グールズのパンドラもこのカードのコピーを使用している。
真紅眼の黒竜
城之内克也の愛用カード。元々はダイナソー竜崎からアンティで獲得したカード。

### 三幻神
絶大な力を持つ3枚のカードの総称。3000年前の古代エジプトの神官・セトが残した壁画を見たペガサスが、そこに刻まれていた3体の幻神獣の絵を元に作り上げた。宇宙万物の両極性を象徴するとされ、この3枚のカードを全て手に入れたものは永遠不敗の伝説と共に決闘界の支配階級の頂点に君臨し決闘王の称号を得ると言われる。記憶篇でも登場し、三体は融合してホルアクティになった。なお、神誕生の経緯は語られなかった。本編内の三幻神カード共通の特徴は「三幻神カードを対象とした罠カードの効果は無効」、「魔法カードは発動したターンのみしか効果が無い」の2点。
オベリスクの巨神兵（大地の神）
劇中に最初に登場した神のカード。宇宙万物の両極性の象徴は明と暗。青い体と圧倒的な巨体が特徴。三幻神の中で唯一、4000ポイントという攻撃力・守備力の数字が固定されている。カード個別の能力として、自分フィールドのモンスター2体をリリースすることで、相手フィールドの全モンスターを破壊する。攻撃名は「ゴッド・ハンド・クラッシャー」、効果名は「ゴッド・ハンド・インパクト」。
オシリスの天空竜（天空の神）
二つの口を持った赤い龍のような姿をした神。宇宙万物の象徴は善と悪。自分の手札の枚数×1000によって攻撃力、守備力が増減するという特徴がある。カード個別の能力として相手プレイヤーがフィールド上にモンスターを召喚するたびに攻撃表示なら攻撃力に、守備表示なら守備力に2000のダメージを与え、その数値が0以下になったらモンスターを破壊する。攻撃名は「（超電導波）サンダーフォース」、効果名は「召雷弾」。
ラーの翼神竜（太陽の神）
3体の神の中で頂点に君臨するカード。宇宙万物の象徴は天と地。全身が黄金色の装甲で覆われており、竜と呼ばれるが鳥の翼と頭を有するその姿はむしろグリフォンに近い。普通に召喚された場合、スフィア・モードと呼ばれる球体で攻撃も守備も出来ない。カードに書かれた古代神官文字（ヒエラティックテキスト）の呪文を読み上げる事によって変形し戦闘形態となる。カード個別の効果は前述の古代神官文字を詠唱することを前提として3つ。
1.通常召喚した場合の攻撃力・守備力はリリースしたモンスターの合計値となる。
2.魔法カード「死者蘇生」を使用し、このカードを墓地より特殊召喚する。プレイヤーのライフポイントを1だけ残し、残りをすべて能力値に変換に加え、自分フォールド上のモンスターをリリースすることでその能力値を加算する（速攻能力〈特殊召喚した場合、即バトル可能〉を付与）。また、魔法カード「融合解除」でその時点での「ラーの翼神竜」の攻撃力の数値分、ライフポイントを回復させることも可能。
3.魔法カード「死者蘇生」を使用し、このカードを墓地より特殊召喚する。プレイヤーのライフポイントを1000支払い、相手フィールドのモンスター1体を破壊する（速攻能力付与）。
攻撃名は「ゴッド・ブレイズ・キャノン」（1と2の効果）、3の効果名は「ゴッド・フェニックス」。

## デュエルモンスターズ以外のゲームについて

### DMクエスト
ビッグ5が作成したロールプレイングゲーム。デュエルモンスターズのカードを駆使して伝説のF・G・Dからゲームの世界を守るというもの

### DDM
御伽龍児が生み出したゲーム。原作ではDDDと称されていた。

### デッキマスター
乃亜編で使用されたデュエルモンスターズの特殊ルール。内容は以下の通り。
1.自分のデッキからモンスターカードを一枚選び、そのカードを自分のデッキマスターとする。デッキマスターはフィールドとは別にお互いに分かるように置く。
2.デッキマスターはそれぞれ「デッキマスター能力」という効果を持ち、相手ターン中にも使用でき、発動と効果は無効化されない。
3.デッキマスターは自分のモンスターとして自分の場に特殊召喚することができる。生け贄召喚のための生け贄にはできないが、儀式召喚の生け贄と融合素材としては使用することができる。
4.デッキマスターが墓地に送られたプレイヤーは、そのデュエルに敗北する。また、デッキマスターを融合素材にした場合と儀式召喚の生け贄にした場合は、それによって召喚されたモンスターが墓地に送られたときそのプレイヤーはデュエルに敗北する。
なお、デッキマスター能力は選んだモンスターによって異なり、選ぶ前にどんな能力かを確認することはできない。ビッグ5はデッキマスターとして選んだモンスターの姿を借りている。

### 決闘
3000年前の古代エジプトで行なわれていた戦いの儀で、デュエルモンスターズの原型ともいえる儀式。

## 海外版
4kidsより放送。オリジナル版からBGMやSEの全てが変更され、作中に登場するカードはテキストが削除されてイラスト枠が大きくなっており、デュエル中のライフポイントやモンスターのステータスを表示する枠もオリジナルのデザインとなっている。
ほぼ全てのキャラクターの名前と設定がオリジナル版から変更され、カードの名前も宗教などが含まれる部分が別の単語に差し替えられている。
暴力描写や裸、血痕などのシーンは改変、もしくはカットされ、おにぎりなど日本文化的なものはサンドイッチやポップコーンに描き直されるか削除される。また、不適切でないシーンの一部もカットされることがある。キャラクターの死に関しては「闇の世界」に送られるという形になっている。
このような傾向は後の海外版『遊戯王』シリーズでも引き継がれている。

## スタッフ
- 原作 - 高橋和希 スタジオ・ダイス（集英社「週刊少年ジャンプ」連載）
- 企画 - 岩田圭介、飯田謙二[注 6]、原田孝[注 7]（テレビ東京）、杉山豊[注 8]、生田英隆[注 9]
- 監督 - 杉島邦久
- シリーズ構成 - 武上純希[注 10]、前川淳[注 11]、吉田伸[注 12]、面出明美[注 13]
- キャラクターデザイン - 荒木伸吾、姫野美智
- モンスターデザイン - 加々美高浩、高橋和徳[注 14]、星野浩一[注 15]、関崎高明[注 16]、南伸一郎[注 17]
- 美術監督 - 坂本信人[注 18]、宮前光春[注 19]
- 録音監督 - 三ツ矢雄二
- 音響監督 - 平光琢也
- 音楽 - 光宗信吉
- 音楽協力 - テレビ東京ミュージック
- プロデューサー - 小林教子（テレビ東京）、生田英隆[注 8]、笹田直樹[注 9]
- アニメーション制作 - スタジオぎゃろっぷ
- ラインプロデューサー：別府幸司
- 製作 - テレビ東京、NAS

## 主題歌

### オープニングテーマ
1. 「voice」（第1話 - 第48話）
作詞・作曲 - 悠希 / 編曲・歌・演奏 - CLOUD
  - 第41話から第48話までペガサスの部分が本編のダイジェストになった。また、リマスター版にて、タイトルロゴが一新。
2. 「Shuffle」（第49話 - 第80話）
歌・作詞 - 奥井雅美 / 作曲・編曲 - 矢吹俊郎
3. 「WILD DRIVE」（第81話 - 第131話）
歌・作詞・作曲 - 永井真人 / 編曲 - 永井真人 & WILD&DELICATES
  - 122話からエンドカットが変更された。
4. 「WARRIORS」（第132話 - 第189話）
作詞 - 生沢佑一、IPPEI / 作曲 - 山下雄大 / 編曲 - 清水武仁 / 歌 - 生沢佑一
  - バトル・シティ編（132話 ‐ 144話）、ドーマ編（145話 ‐ 184話）、KC グランプリ編（185話 ‐ 189話）といったシリーズ対応したエンドカットの変更が行われた。
5. 「OVERLAP」（第190話 - 第224話）
歌・作詞 - Kimeru / 作曲 - 渋谷郁央 / 編曲 - 藤田宜久

### エンディングテーマ
1. 「元気のシャワー」（第1話 - 第48話）
作詞 - 松本隆 / 作曲 - 植野慶子 / 編曲 - 大平太一 / 歌 - 前田亜季
2. 「あの日の午後」（第49話 - 第80話）
歌・作詞 - 奥井雅美 / 作曲・編曲 - 矢吹俊郎
3. 「楽園」（第81話 - 第131話）
作詞 - RUMIKO / 作曲・編曲 - SHOJI / 歌 - CAVE
4. 「あふれる感情がとまらない」（第132話 - 第189話）
歌・作詞・作曲 - 生沢佑一 / 編曲 - 生沢佑一、寺島良一
5. 「EYE'S」（第190話 - 第224話）
作詞 - マイクスギヤマ / 歌・作曲 - 生沢佑一 / 編曲 - 大島こうすけ

## 各話リスト
| 放送日         | 話数 | サブタイトル                                     | 脚本                  | 絵コンテ          | 演出       | 作画監督                     | 原作（単行本）                                                        |
| -------------- | ---- | ------------------------------------------------ | --------------------- | ----------------- | ---------- | ---------------------------- | --------------------------------------------------------------------- |
| 2000年 4月18日 | 1    | 戦慄のブルーアイズ・ホワイト・ドラゴン           | 武上純希              | 杉島邦久          | 篠幸裕     | 加々美高浩                   | 遊闘9・27・28 ・33・36 - 40 （第2巻・第4巻・第5巻） アニメオリジナル  |
| 4月25日        | 2    | 幻想師ノー・フェイスの罠                         | 武上純希              | 平山英嗣          | 石川敏浩   | 平山英嗣                     | 遊闘60 - 62 （第7巻・第8巻） アニメオリジナル                         |
| 5月2日         | 3    | 失われしエクゾディア                             | 十川誠志              | 山田徹            | 山田徹     | 浜森理宏                     | 遊闘1・63 - 68 （第1巻・第8巻） アニメオリジナル                      |
| 5月9日         | 4    | インセクターコンボ                               | 吉田伸                | 北村真咲          | 北村真咲   | 杉本道明                     | 遊闘1・63 - 68 （第1巻・第8巻） アニメオリジナル                      |
| 5月16日        | 5    | 究極完全態グレート・モス                         | 吉田伸                | 辻初樹            | 誌村宏明   | 岡田敏靖                     | 遊闘1・63 - 68 （第1巻・第8巻） アニメオリジナル                      |
| 5月23日        | 6    | 華麗なるハーピィ・レディ                         | 武上純希              | 辻初樹            | 笠井賢一   | 佐久間信一                   | 遊闘69・70 （第8巻・第9巻）                                           |
| 5月30日        | 7    | 海神リバイアサン                                 | 十川誠志              | 篠幸裕            | つなきあき | 加々美高浩 つなきあき        | 遊闘71・72（第9巻）                                                   |
| 6月6日         | 8    | 奪われたブルーアイズ・ホワイト・ドラゴン         | 武上純希              | 栗本宏志 滝上貴裕 | 南康広     | 平山英嗣                     | 遊闘73 - 76（第9巻） アニメオリジナル                                 |
| 6月13日        | 9    | 起死回生!マジカルシルクハット                    | 十川誠志              | 小野勝巳          | 小野勝巳   | 浜森理宏                     | 遊闘73 - 76（第9巻） アニメオリジナル                                 |
| 6月20日        | 10   | 逆襲のブルーアイズ・ホワイト・ドラゴン           | 十川誠志              | 北村真咲          | 北村真咲   | 杉本道明                     | 遊闘73 - 76（第9巻） アニメオリジナル                                 |
| 6月27日        | 11   | 友情パワー!バーバリアン1号・2号                  | 吉田伸                | 辻初樹            | 誌村宏明   | 岡田敏靖                     | 遊闘77 - 80 （第9巻・第10巻） アニメオリジナル                        |
| 7月4日         | 12   | 黒き炎!レッドアイズ・ブラックドラゴン            | 吉田伸                | 高松信司          | 笠井賢一   | 佐久間信一                   | 遊闘77 - 80 （第9巻・第10巻） アニメオリジナル                        |
| 7月11日        | 13   | メタモルポットの罠!炎の剣士危うし                | 武上純希              | 篠幸裕 矢吹勉     | 清水明     | つなきあき                   | 遊闘51 - 59 （第6巻・第7巻） アニメオリジナル                         |
| 7月25日        | 14   | 漆黒のデュエル!闇晦ましの城                      | 十川誠志              | 吉川浩司          | 吉川浩司   | 平山英嗣                     | 遊闘80 - 84（第10巻） アニメオリジナル                                |
| 8月1日         | 15   | 闇を切り裂け!光の護封剣                          | 十川誠志              | 谷口悟朗          | 小野勝巳   | 浜森理宏                     | 遊闘80 - 84（第10巻） アニメオリジナル                                |
| 8月8日         | 16   | 激突!ブルーアイズVSレッドアイズ                  | 武上純希              | 北村真咲          | 北村真咲   | 辻初樹                       | 遊闘50・84 - 87 （第6巻・第10巻） アニメオリジナル                    |
| 8月15日        | 17   | 恐怖!リビングデッドの呼び声                      | 吉田伸                | 辻初樹            | 菱川直樹   | 杉本道明                     | 遊闘87 - 92前半 （第10巻・第11巻） アニメオリジナル                   |
| 8月22日        | 18   | 右手に盾を左手に剣を                             | 吉田伸                | 笠井賢一          | 笠井賢一   | 佐久間信一                   | 遊闘87 - 92前半 （第10巻・第11巻） アニメオリジナル                   |
| 8月29日        | 19   | 迷宮のタッグ・デュエル                           | 十川誠志              | 志水淳児          | 清水明     | 加々美高浩                   | 遊闘40・84・92後半 - 99 （第5巻・第10巻 - 第12巻） アニメオリジナル   |
| 9月5日         | 20   | 三神合体!ゲート・ガーディアン                    | 十川誠志              | 吉川浩司          | 吉川浩司   | 平山英嗣                     | 遊闘40・84・92後半 - 99 （第5巻・第10巻 - 第12巻） アニメオリジナル   |
| 9月12日        | 21   | 悪魔竜!ブラック・デーモンズ・ドラゴン            | 十川誠志              | 辻初樹            | 菱川直樹   | 辻初樹                       | 遊闘40・84・92後半 - 99 （第5巻・第10巻 - 第12巻） アニメオリジナル   |
| 9月19日        | 22   | 宿命のデュエル!遊戯VS海馬                        | 武上純希              | 小野勝巳          | 小野勝巳   | 浜森理宏                     | 遊闘4・100 - 106 （第1巻・第12巻・第13巻） アニメオリジナル           |
| 9月26日        | 23   | 最強!華麗!究極竜                                 | 武上純希              | 北村真咲          | 北村真咲   | 杉本道明                     | 遊闘4・100 - 106 （第1巻・第12巻・第13巻） アニメオリジナル           |
| 10月3日        | 24   | クリボー増殖!驚愕の結末                          | 武上純希              | 志水淳児 滝上貴裕 | 岩井隆央   | つなきあき                   | 遊闘4・100 - 106 （第1巻・第12巻・第13巻） アニメオリジナル           |
| 10月10日       | 25   | 涙のデュエル!フレンドシップ                      | 十川誠志              | 辻初樹            | 笠井賢一   | 佐久間信一                   | 遊闘106終盤 - 110 （第13巻） アニメオリジナル                         |
| 10月17日       | 26   | モクバを救え!海馬VSペガサス                      | 吉田伸                | 吉川浩司          | 松浦錠平   | 平山英嗣                     | 遊闘106終盤 - 110 （第13巻） アニメオリジナル                         |
| 10月24日       | 27   | 海馬散る!無敵のトゥーンワールド                  | 吉田伸                | 菱川直樹          | 菱川直樹   | 辻初樹                       | 遊闘106終盤 - 110 （第13巻） アニメオリジナル                         |
| 10月31日       | 28   | 決戦前夜!ペガサスの秘密                          | 十川誠志              | 小野勝巳          | 小野勝巳   | 浜森理宏                     | 遊闘111 - 113（第13巻） アニメオリジナル                              |
| 11月7日        | 29   | 絶体絶命!誘惑のシャドウ                          | 吉田伸                | 北村真咲          | 北村真咲   | 杉本道明                     | 遊闘114 - 118 （第13巻・第14巻）                                      |
| 11月14日       | 30   | 伝説の最強戦士 カオス・ソルジャー降臨            | 吉田伸                | 志水淳児 滝上貴裕 | 高木茂樹   | 加々美高浩                   | 遊闘114 - 118 （第13巻・第14巻）                                      |
| 11月21日       | 31   | 凶悪・重機械デッキ                               | 吉田伸                | 笠井賢一          | 笠井賢一   | 工藤柾輝                     | 遊闘119 - 124 （第14巻・第15巻） アニメオリジナル                     |
| 11月28日       | 32   | 時を超えろ!レッドアイズ・ブラックメタルドラゴン  | 吉田伸                | 又野弘道          | 又野弘道   | 丸山泰英                     | 遊闘119 - 124 （第14巻・第15巻） アニメオリジナル                     |
| 12月5日        | 33   | 友情の決勝戦 遊戯VS城之内（前編）                | 十川誠志              | 菱川直樹          | 菱川直樹   | 辻初樹                       | アニメオリジナル                                                      |
| 12月12日       | 34   | 友情の決勝戦 遊戯VS城之内（後編）                | 十川誠志              | 辻初樹            | 南康宏     | 平山英嗣                     | アニメオリジナル                                                      |
| 12月19日       | 35   | 最終決闘 遊戯VSペガサス                          | 武上純希              | 北村真咲          | 北村真咲   | 杉本道明                     | 遊闘125 - 131（第15巻） アニメオリジナル                              |
| 12月26日       | 36   | 攻略不能!?無敵のトゥーン軍団                     | 武上純希              | 高木茂樹 滝上貴裕 | 高木茂樹   | つなきあき                   | 遊闘125 - 131（第15巻） アニメオリジナル                              |
| 2001年 1月9日  | 37   | 反撃開始!マインドシャッフル                      | 武上純希              | 辻初樹            | 笠井賢一   | 工藤柾輝                     | 遊闘125 - 131（第15巻） アニメオリジナル                              |
| 1月16日        | 38   | 邪眼発動 サクリファイス                          | 武上純希              | 又野弘道          | 又野弘道   | 丸山泰英                     | 遊闘125 - 131（第15巻） アニメオリジナル                              |
| 1月23日        | 39   | 光と闇の融合 ブラックカオス降臨                  | 武上純希              | 菱川直樹          | 菱川直樹   | 島村秀一                     | 遊闘125 - 131（第15巻） アニメオリジナル                              |
| 1月30日        | 40   | キング オブ デュエリスト                         | 武上純希              | 葛谷直行          | 南康宏     | 平山英嗣                     | 遊闘132・133 ・13終盤・14・9 （第2巻・第15巻） アニメオリジナル       |
| 2月6日         | 41   | アメリカからきた少女                             | 十川誠志              | 北村真咲          | 北村真咲   | 杉本道明                     | 遊闘132・133 ・13終盤・14・9 （第2巻・第15巻） アニメオリジナル       |
| 2月13日        | 42   | 必殺のシャドーグール                             | 十川誠志              | 辻初樹            | 岩井隆央   | 加々美高浩                   | 遊闘132・133 ・13終盤・14・9 （第2巻・第15巻） アニメオリジナル       |
| 2月20日        | 43   | ビッグ5の罠 デュエルモンスターズクエスト         | 吉田伸                | 葛谷直行          | 松浦錠平   | 工藤柾輝                     | アニメオリジナル                                                      |
| 2月27日        | 44   | DMクエスト② 伝説の勇者 遊戯                      | 吉田伸                | 又野弘道          | 又野弘道   | 丸山泰英                     | アニメオリジナル                                                      |
| 3月6日         | 45   | DMクエスト③ マスター・オブ・ドラゴンナイト       | 吉田伸                | 菱川直樹          | 鶴田寛     | 島村秀一                     | アニメオリジナル                                                      |
| 3月13日        | 46   | 謎の転校生 御伽龍児                              | 武上純希              | 辻初樹            | 南康宏     | 平山英嗣                     | 遊闘134中盤 - 139・ 141 - 143 （第16巻・第17巻） アニメオリジナル     |
| 3月20日        | 47   | 対決!ダンジョンダイスモンスターズ                | 武上純希              | 北村真咲          | 北村真咲   | 杉本道明                     | 遊闘134中盤 - 139・ 141 - 143 （第16巻・第17巻） アニメオリジナル     |
| 3月27日        | 48   | 遊戯苦戦 ゴッドオーガスの猛攻                    | 武上純希              | 葛谷直行          | 渡辺正彦   | つなきあき                   | 遊闘134中盤 - 139・ 141 - 143 （第16巻・第17巻） アニメオリジナル     |
| 4月3日         | 49   | 奇跡のディメンジョン ブラックマジシャン召喚      | 武上純希              | 辻初樹            | 松浦錠平   | 工藤柾輝                     | 遊闘134中盤 - 139・ 141 - 143 （第16巻・第17巻） アニメオリジナル     |
| 4月10日        | 50   | 過去からの挑戦 戦慄のゼラ                        | 武上純希              | 又野弘道          | 又野弘道   | 丸山泰英                     | 遊闘134 冒頭・140 ・141・144・145 （第16巻・第17巻） アニメオリジナル |
| 4月17日        | 51   | 砕かれた千年パズル                               | 武上純希              | 松浦錠平          | 細田雅弘   | 島村秀一                     | 遊闘134 冒頭・140 ・141・144・145 （第16巻・第17巻） アニメオリジナル |
| 4月24日        | 52   | 失われた王の記憶                                 | 十川誠志              | 葛谷直行          | 南康宏     | 平山英嗣                     | 遊闘146 - 149（第17巻） アニメオリジナル                              |
| 5月1日         | 53   | 炎のダンスバトル                                 | 武上純希              | 北村真咲          | 北村真咲   | 杉本道明                     | 遊闘146 - 149（第17巻） アニメオリジナル                              |
| 5月8日         | 54   | この町は、バトルシティとなる!                    | 吉田伸                | 辻初樹            | 岩井隆央   | 加々美高浩                   | 遊闘146 - 149（第17巻） アニメオリジナル                              |
| 5月15日        | 55   | グールズ強襲 狙われた真紅眼の黒竜                | 吉田伸                | 松浦錠平          | 松浦錠平   | 工藤柾輝                     | 遊闘150 -155 （第17巻・第18巻） アニメオリジナル                      |
| 5月22日        | 56   | 激闘!バトルシティ開幕                            | 吉田伸                | 菱川直樹          | 細田雅弘   | 島村秀一                     | 遊闘150 -155 （第17巻・第18巻） アニメオリジナル                      |
| 5月29日        | 57   | 逆転 連鎖破壊                                    | 吉田伸                | 辻初樹            | 又野弘道   | 丸山泰英                     | 遊闘150 -155 （第17巻・第18巻） アニメオリジナル                      |
| 6月5日         | 58   | エスパー絽場 サイキックデッキの恐怖              | 前川淳                | 葛谷直行          | 南康宏     | 平山英嗣                     | 遊闘155終盤 - 159 （第18巻） アニメオリジナル                         |
| 6月12日        | 59   | 勇気ある賭け 廻れルーレットスパイダー            | 前川淳                | 北村真咲          | 北村真咲   | 杉本道明                     | 遊闘155終盤 - 159 （第18巻） アニメオリジナル                         |
| 6月19日        | 60   | ブラックマジシャン使い パンドラ                  | 武上純希              | 辻初樹            | 清水明     | つなきあき                   | 遊闘160 - 165 （第18巻・第19巻） アニメオリジナル                     |
| 6月26日        | 61   | 魂のブラックマジック                             | 武上純希              | 松浦錠平          | 松浦錠平   | 工藤柾輝                     | 遊闘160 - 165 （第18巻・第19巻） アニメオリジナル                     |
| 7月3日         | 62   | 魔術師の弟子 ブラックマジシャンガール            | 武上純希              | 細田雅弘          | 細田雅弘   | 島村秀一                     | 遊闘160 - 165 （第18巻・第19巻） アニメオリジナル                     |
| 7月10日        | 63   | 復讐の罠 暴走!パラサイド                         | 吉田伸                | 又野弘道          | 又野弘道   | 内田義一                     | 遊闘166 - 169（第19巻） アニメオリジナル                              |
| 7月17日        | 64   | 鋼鉄の騎士 ギアフリード                          | 吉田伸                | 葛谷直行          | 南康宏     | 平山英嗣                     | 遊闘166 - 169（第19巻） アニメオリジナル                              |
| 7月24日        | 65   | マリク始動 神のコンボ                            | 前川淳                | 北村真咲          | 北村真咲   | 杉本道明                     | 遊闘170 - 177中盤 （第20巻） アニメオリジナル                         |
| 7月31日        | 66   | オシリスの天空竜 SAINT DRAGON -THE GOD OF OSIRIS | 前川淳                | 辻初樹            | 渡辺正彦   | 加々美高浩                   | 遊闘170 - 177中盤 （第20巻） アニメオリジナル                         |
| 8月7日         | 67   | 神を越えろ!究極の無限ループ                      | 前川淳                | 松浦錠平          | 松浦錠平   | 工藤柾輝                     | 遊闘170 - 177中盤 （第20巻） アニメオリジナル                         |
| 8月14日        | 68   | 見えない敵 シーステルスII                        | 吉田伸                | 細田雅弘          | 細田雅弘   | 小林一幸                     | 遊闘177終盤 - 184 （第20巻 - 第22館） アニメオリジナル                |
| 8月21日        | 69   | 伝説のフィッシャーマン                           | 吉田伸                | 又野弘道          | 又野弘道   | 内田義一                     | 遊闘177終盤 - 184 （第20巻 - 第22館） アニメオリジナル                |
| 8月26日        | 70   | 仮面の呪縛 高層デュエル                          | 武上純希              | 葛谷直行          | 南康宏     | 平山英嗣                     | 遊闘183 - 191 （第21巻・第22巻） アニメオリジナル                     |
| 9月4日         | 71   | 封じられた神のカード                             | 武上純希              | 菱川直樹          | 北村真咲   | 杉本道明                     | 遊闘183 - 191 （第21巻・第22巻） アニメオリジナル                     |
| 9月11日        | 72   | 結束せよ!                                        | 武上純希              | 辻初樹            | 渡辺正彦   | つなきあき                   | 遊闘183 - 191 （第21巻・第22巻） アニメオリジナル                     |
| 9月18日        | 73   | オベリスクの巨神兵 THE GOD OF OBELISK            | 武上純希              | 松浦錠平          | 松浦錠平   | 工藤柾輝                     | 遊闘183 - 191 （第21巻・第22巻） アニメオリジナル                     |
| 9月25日        | 74   | 絆                                               | 武上純希              | 山崎浩司          | 山崎浩司   | 原憲一                       | 遊闘183 - 191 （第21巻・第22巻） アニメオリジナル                     |
| 10月2日        | 75   | 非情の決闘 遊戯VS城之内                          | 前川淳                | 細田雅弘          | 細田雅弘   | 小林一幸                     | 遊闘192 - 200 （第22巻・第23巻） アニメオリジナル                     |
| 10月9日        | 76   | 届け!友情の真紅眼の黒竜                          | 前川淳                | 又野弘道          | 又野弘道   | 三井寿                       | 遊闘192 - 200 （第22巻・第23巻） アニメオリジナル                     |
| 10月16日       | 77   | 絶望へのカウントダウン                           | 前川淳                | 辻初樹            | 南康宏     | 平山英嗣                     | 遊闘192 - 200 （第22巻・第23巻） アニメオリジナル                     |
| 10月23日       | 78   | ボクを撃て!運命のラストターン                    | 前川淳                | 北村真咲          | 北村真咲   | 杉本道明                     | 遊闘192 - 200 （第22巻・第23巻） アニメオリジナル                     |
| 10月30日       | 79   | ゴーストデッキVSオカルトデッキ                   | 吉田伸                | 葛谷直行          | 渡辺正彦   | 加々美高浩                   | 遊闘178・190・201 （第20巻・第22巻・第23巻） アニメオリジナル         |
| 11月6日        | 80   | 忍者使いマグナム見参                             | 武上純希              | 松浦錠平 滝上貴裕 | 松浦錠平   | 工藤柾輝                     | アニメオリジナル                                                      |
| 11月13日       | 81   | バトルシップ発進!                                | 武上純希              | 細田雅弘          | 細田雅弘   | 小林一幸                     | 遊闘201 - 209 （第23巻・第24巻） アニメオリジナル                     |
| 11月27日       | 82   | 天空のファーストデュエル 遊戯VS闇の獏良          | 前川淳                | 又野弘道          | 又野弘道   | 三井寿                       | 遊闘201 - 209 （第23巻・第24巻） アニメオリジナル                     |
| 11月27日       | 83   | 死を呼ぶウィジャ盤                               | 前川淳                | 辻初樹            | 南康宏     | 平山英嗣                     | 遊闘201 - 209 （第23巻・第24巻） アニメオリジナル                     |
| 11月27日       | 84   | 闇を砕け 神の一撃!                               | 前川淳                | 北村真咲          | 北村真咲   | 杉本道明                     | 遊闘201 - 209 （第23巻・第24巻） アニメオリジナル                     |
| 12月4日        | 85   | 秘められた力 神のカードの謎                      | 武上純希              | 葛谷直行          | 渡辺正彦   | つなきあき                   | アニメオリジナル                                                      |
| 12月11日       | 86   | 城之内VSトラップデッキ                           | 吉田伸                | 辻初樹            | 松浦錠平   | 武藤公春                     | 遊闘209終盤 - 217 （第24巻・第25巻） アニメオリジナル                 |
| 12月18日       | 87   | 受け継ぎし魂 サイコショッカー反撃!               | 吉田伸                | 細田雅弘          | 細田雅弘   | 小林一幸                     | 遊闘209終盤 - 217 （第24巻・第25巻） アニメオリジナル                 |
| 12月25日       | 88   | ラーの翼神竜を召喚せよ                           | 吉田伸                | 又野弘道          | 又野弘道   | 島崎克実                     | 遊闘209終盤 - 217 （第24巻・第25巻） アニメオリジナル                 |
| 2002年 1月8日  | 89   | ラーの怒り 立て! 城之内                          | 吉田伸                | 南康宏            | 南康宏     | 平山英嗣                     | 遊闘209終盤 - 217 （第24巻・第25巻） アニメオリジナル                 |
| 1月15日        | 90   | 舞VSマリク 闇のデュエル                          | 吉田伸                | 北村真咲          | 北村真咲   | 原憲一                       | 遊闘218 - 224 （第25巻・第26巻） アニメオリジナル                     |
| 1月22日        | 91   | 神のカードを奪え                                 | 吉田伸                | 葛谷直行          | 渡辺正彦   | 加々美高浩                   | 遊闘218 - 224 （第25巻・第26巻） アニメオリジナル                     |
| 1月29日        | 92   | 古代神官文字の謎                                 | 吉田伸                | 辻初樹            | 菱川直樹   | 武藤公春                     | 遊闘218 - 224 （第25巻・第26巻） アニメオリジナル                     |
| 2月5日         | 93   | 海馬VS8人目のデュエリスト                        | 早川正                | 細田雅弘          | 細田雅弘   | 本橋秀之                     | 遊闘225 - 233 （第26巻・第27巻） アニメオリジナル                     |
| 2月12日        | 94   | 未来を変える一撃                                 | 早川正                | 又野弘道          | 又野弘道   | 羽山淳一                     | 遊闘225 - 233 （第26巻・第27巻） アニメオリジナル                     |
| 2月19日        | 95   | 明かされるイシュタール家の真実                   | 吉田伸                | 南康宏            | 南康宏     | 平山英嗣                     | 遊闘225 - 233 （第26巻・第27巻） アニメオリジナル                     |
| 2月26日        | 96   | 闇 対 闇                                         | 前川淳                | 北村真咲          | 北村真咲   | 原憲一                       | 遊闘234 - 237（第27巻） アニメオリジナル                              |
| 3月5日         | 97   | ONE TURN KILL                                    | 前川淳                | 辻初樹            | 渡辺正彦   | 加々美高浩                   | 遊闘234 - 237（第27巻） アニメオリジナル                              |
| 3月12日        | 98   | 未知なる挑戦者 巨大機動要塞浮上!                 | 武上純希              | 菱川直樹          | 菱川直樹   | 武藤公春                     | アニメオリジナル 遊闘238（第27巻）                                    |
| 3月19日        | 99   | デッキマスター深海の戦士                         | 早川正 武上純希       | 細田雅弘          | 細田雅弘   | 本橋秀之                     | アニメオリジナル 遊闘238（第27巻）                                    |
| 3月26日        | 100  | 恐怖の再生コンボ                                 | 早川正                | 又野弘道 高島大輔 | 又野弘道   | 高木信一郎                   | アニメオリジナル 遊闘40（第5巻）                                      |
| 4月9日         | 101  | 反撃のレインボーアーチ                           | 早川正                | 辻初樹            | 南康宏     | 平山英嗣                     | アニメオリジナル 遊闘40（第5巻）                                      |
| 4月16日        | 102  | 氷上の決闘 狙われた杏子                          | 吉田伸                | 北村真咲          | 北村真咲   | 原憲一                       | アニメオリジナル                                                      |
| 4月23日        | 103  | 輝け!賢者の宝石                                  | 吉田伸                | 葛谷直行          | 渡辺正彦   | 加々美高浩 高橋和徳          | アニメオリジナル                                                      |
| 4月30日        | 104  | デッキマスター ジャッジマンの裁き                | 前川淳                | 辻初樹            | 武藤公春   | 小沢豊                       | アニメオリジナル                                                      |
| 5月7日         | 105  | 勝利への賭け                                     | 前川淳                | 葛谷直行          | 細田雅弘   | 本橋秀之                     | アニメオリジナル                                                      |
| 5月14日        | 106  | 男の花道 本田玉砕                                | 早川正                | 又野弘道          | 又野弘道   | をがわいちろを               | アニメオリジナル                                                      |
| 5月21日        | 107  | 聖女ジャンヌ 三位一体の攻撃                      | 早川正                | 南康宏            | 南康宏     | 平山英嗣                     | アニメオリジナル                                                      |
| 5月28日        | 108  | さらわれたモクバ 海馬VSサイコショッカー          | 吉田伸                | 北村真咲          | 北村真咲   | 原憲一                       | アニメオリジナル 遊闘40（第5巻）                                      |
| 6月4日         | 109  | 宇宙からの攻撃 サテライトキャノン                | 吉田伸                | 辻初樹            | 渡辺正彦   | 高橋和徳                     | アニメオリジナル 遊闘40（第5巻）                                      |
| 6月11日        | 110  | 深まる謎 乃亜の正体                              | 武上純希              | 葛谷直行          | 吉川浩司   | 小沢豊                       | アニメオリジナル                                                      |
| 6月18日        | 111  | ビッグ5の逆襲                                    | 前川淳                | 細田雅弘          | 細田雅弘   | 本橋秀之                     | アニメオリジナル                                                      |
| 6月25日        | 112  | 狙われた城之内 勝利への連係プレー                | 前川淳                | 又野弘道          | 又野弘道   | をがわいちろを               | アニメオリジナル                                                      |
| 7月2日         | 113  | 倒せ!ファイブゴッドドラゴン                      | 前川淳                | 南康宏            | 南康宏     | 平山英嗣                     | アニメオリジナル                                                      |
| 7月16日        | 114  | 乃亜VS瀬人 天地創造の決闘                        | 吉田伸                | 辻初樹            | 鶴田寛     | 原憲一                       | アニメオリジナル                                                      |
| 7月23日        | 115  | 無敵 デッキマスター 奇跡の方舟                   | 吉田伸                | 葛谷直行          | 渡辺正彦   | 加々美高浩                   | アニメオリジナル                                                      |
| 7月30日        | 116  | モクバを救え!運命の第七ターン                    | 吉田伸                | 辻初樹            | 吉川浩司   | 澤田譲治                     | アニメオリジナル                                                      |
| 8月6日         | 117  | 引き継ぎし山札 遊戯VS乃亜                        | 吉田伸                | 葛谷直行          | 町田住人   | 寺沢伸介                     | アニメオリジナル                                                      |
| 8月13日        | 118  | LP10000 VS 100!!                                 | 吉田伸                | 又野弘道          | 又野弘道   | をがわいちろを               | アニメオリジナル                                                      |
| 8月20日        | 119  | 海馬家の闇                                       | 前川淳                | 細田雅弘          | 細田雅弘   | 本橋秀之                     | アニメオリジナル                                                      |
| 8月27日        | 120  | エクゾディア・ネクロス                           | 前川淳                | 南康宏            | 南康宏     | 平山英嗣                     | アニメオリジナル                                                      |
| 8月27日        | 121  | 脱出!!                                           | 前川淳                | 辻弘樹            | 渡辺正彦   | 高橋和徳                     | アニメオリジナル                                                      |
| 9月3日         | 122  | 決戦の地 アルカトラズ                            | 面出明美              | 葛谷直行          | 鶴田寛     | 原憲一                       | 遊闘238 - 243 （第27巻・第28巻） アニメオリジナル                     |
| 9月10日        | 123  | バトルロイヤル!                                  | 吉田伸                | 辻初樹            | 武藤公春   | 澤田譲治                     | 遊闘238 - 243 （第27巻・第28巻） アニメオリジナル                     |
| 9月17日        | 124  | それぞれの対戦者                                 | 櫻井圭記 前川淳       | 又野弘道          | 又野弘道   | 羽山淳一                     | 遊闘238 - 243 （第27巻・第28巻） アニメオリジナル                     |
| 10月8日        | 125  | 闇の準決勝 城之内VSマリク                        | 面出明美              | 細田雅弘          | 細田雅弘   | 本橋秀之                     | 遊闘244 - 251 （第28巻・第29巻） アニメオリジナル                     |
| 10月8日        | 126  | 地獄の詩人 ヘルポエマー                          | 稲荷昭彦              | 町田住人          | 町田住人   | をがわいちろを               | 遊闘244 - 251 （第28巻・第29巻） アニメオリジナル                     |
| 10月15日       | 127  | 逆転!稲妻の戦士                                  | 前川淳                | 南康宏            | 南康宏     | 平山英嗣                     | 遊闘244 - 251 （第28巻・第29巻） アニメオリジナル                     |
| 10月22日       | 128  | 城之内 死す                                      | 前川淳                | 辻初樹            | 渡辺正彦   | 加々美高浩                   | 遊闘244 - 251 （第28巻・第29巻） アニメオリジナル                     |
| 10月29日       | 129  | 天空闘戯場 遊戯VS海馬                            | 面出明美              | 葛谷直行          | 武藤公春   | 澤田譲治                     | 遊闘251 - 264冒頭 （第29巻・第30巻） アニメオリジナル                 |
| 11月5日        | 130  | 神を喚ぶ三騎士                                   | 面出明美              | 又野弘道          | 又野弘道   | をがわいちろを               | 遊闘251 - 264冒頭 （第29巻・第30巻） アニメオリジナル                 |
| 11月12日       | 131  | 激突!神VS神                                      | 吉田伸                | 細田雅弘          | 細田雅弘   | 原憲一                       | 遊闘251 - 264冒頭 （第29巻・第30巻） アニメオリジナル                 |
| 11月19日       | 132  | 受け継ぎし宿命の決闘                             | 吉田伸                | 町田住人          | 町田住人   | 井上善勝                     | 遊闘251 - 264冒頭 （第29巻・第30巻） アニメオリジナル                 |
| 11月19日       | 133  | 友との誓い真紅眼の黒竜                           | 前川淳                | 辻初樹            | 南康宏     | 平山英嗣                     | 遊闘251 - 264冒頭 （第29巻・第30巻） アニメオリジナル                 |
| 11月19日       | 134  | 憎しみを撃て!ブラックパラディン                  | 稲荷昭彦              | 葛谷直行          | 渡辺正彦   | 高橋和徳                     | 遊闘251 - 264冒頭 （第29巻・第30巻） アニメオリジナル                 |
| 12月3日        | 135  | 炎の凡骨ロード 城之内VS海馬                      | 前川淳                | 辻初樹            | 鶴田寛     | 武藤公春                     | 遊闘251 - 264冒頭 （第29巻・第30巻） アニメオリジナル                 |
| 12月10日       | 136  | 青眼の白龍VS青眼の白龍                           | 面出明美              | 又野弘道          | 又野弘道   | をがわいちろを               | アニメオリジナル                                                      |
| 12月17日       | 137  | 真のデュエリストへの道                           | 面出明美              | 辻初樹            | 細田雅弘   | 原憲一                       | 遊闘264 - 278 （第30巻・第31巻） アニメオリジナル                     |
| 12月24日       | 138  | 決勝戦 遊戯VSマリク                              | 稲荷昭彦              | 町田住人          | 町田住人   | 井上善勝                     | 遊闘264 - 278 （第30巻・第31巻） アニメオリジナル                     |
| 2003年 1月7日  | 139  | 悪魔の聖域 発動!                                 | 稲荷昭彦              | 南康宏            | 南康宏     | 平山英嗣                     | 遊闘264 - 278 （第30巻・第31巻） アニメオリジナル                     |
| 1月14日        | 140  | 不死の壁 ゴッドスライム                          | 面出明美              | 葛谷直行          | 渡辺正彦   | 加々美高浩                   | 遊闘264 - 278 （第30巻・第31巻） アニメオリジナル                     |
| 1月21日        | 141  | オベリスクの怒り ソウルエナジーMAX               | 前川淳                | 辻初樹            | 鶴田寛     | 武藤公春                     | 遊闘264 - 278 （第30巻・第31巻） アニメオリジナル                     |
| 1月28日        | 142  | バトルシティ終結!                                | 面出明美              | 又野弘道          | 又野弘道   | をがわいちろを               | 遊闘264 - 278 （第30巻・第31巻） アニメオリジナル                     |
| 2月4日         | 143  | アルカトラズ炎上                                 | 前川淳                | 細田雅弘          | 細田雅弘   | 原憲一                       | 遊闘264 - 278 （第30巻・第31巻） アニメオリジナル                     |
| 2月11日        | 144  | 兆                                               | 前川淳                | 葛谷直行          | 鶴田寛     | 小林一幸                     | アニメオリジナル                                                      |
| 2月18日        | 145  | 新たなる闇の鼓動                                 | 吉田伸                | 杉島邦久          | 鶴田寛     | 平山英嗣                     | アニメオリジナル 遊闘282（第32巻）                                    |
| 2月25日        | 146  | オレイカルコスの結界                             | 吉田伸                | 町田住人          | 町田住人   | 井上善勝                     | アニメオリジナル                                                      |
| 3月4日         | 147  | 名もなき竜 ティマイオス                          | 吉田伸                | 辻初樹            | 渡辺正彦   | 高橋和徳                     | アニメオリジナル                                                      |
| 3月11日        | 148  | ペガサスからの招待状                             | 面出明美              | 葛谷直行          | 鶴田寛     | 武藤公春                     | アニメオリジナル                                                      |
| 3月18日        | 149  | トゥーンワールドの悪夢                           | 稲荷昭彦              | 又野弘道          | 又野弘道   | をがわいちろを               | アニメオリジナル                                                      |
| 4月8日         | 150  | 目覚めよ!クリティウス                            | 稲荷昭彦              | 細田雅弘          | 細田雅弘   | 原憲一                       | アニメオリジナル                                                      |
| 4月15日        | 151  | 予期せぬ敵                                       | 前川淳                | 辻初樹            | 小野勝巳   | 渡辺英樹                     | アニメオリジナル                                                      |
| 4月22日        | 152  | 闇に堕ちた舞                                     | 面出明美              | 町田住人          | 町田住人   | 井上善勝                     | アニメオリジナル                                                      |
| 4月29日        | 153  | よみがえれ!第三の竜                              | 面出明美              | 辻初樹            | 渡辺正彦   | 加々美高浩                   | アニメオリジナル                                                      |
| 5月6日         | 154  | ヘルモスの奇跡                                   | 面出明美 鈴木やすゆき | 葛谷直行          | 鶴田寛     | 川口敬一郎                   | アニメオリジナル                                                      |
| 5月13日        | 155  | ターゲットは名もなき王                           | 鈴木やすゆき          | 辻初樹            | 又野弘道   | をがわいちろを               | アニメオリジナル                                                      |
| 5月20日        | 156  | 遊戯VSラフェール 鉄壁のガーディアンデッキ        | 吉田伸                | 細田雅弘          | 細田雅弘   | 原憲一                       | アニメオリジナル                                                      |
| 5月27日        | 157  | ドーマの真実                                     | 吉田伸                | 辻初樹            | 小野勝巳   | 渡辺英樹                     | アニメオリジナル                                                      |
| 6月3日         | 158  | 遊戯の中の闇 ティマイオス消滅                    | 吉田伸                | 町田住人          | 町田住人   | 井上善勝                     | アニメオリジナル                                                      |
| 6月10日        | 159  | 引きさかれた魂                                   | 吉田伸                | 葛谷直行          | 渡辺正彦   | 高橋和徳                     | アニメオリジナル                                                      |
| 6月24日        | 160  | 暴走特急デュエル                                 | 前川淳                | 辻初樹            | 鶴田寛     | 川口敬一郎                   | アニメオリジナル                                                      |
| 6月24日        | 161  | パワーアップデッキ!羽蛾&竜崎                     | 前川淳                | 又野弘道          | 又野弘道   | 羽山淳一                     | アニメオリジナル                                                      |
| 7月1日         | 162  | ティマイオス 発動せず                            | 前川淳                | 細田雅弘          | 細田雅弘   | 原憲一                       | アニメオリジナル                                                      |
| 7月8日         | 163  | 対決!二人の遊戯                                  | 吉田伸                | 辻初樹            | 広嶋秀樹   | 寺沢伸介                     | アニメオリジナル                                                      |
| 7月22日        | 164  | オレイカルコス・ソルジャー                       | 吉田伸                | 町田住人          | 町田住人   | 井上善勝                     | アニメオリジナル                                                      |
| 7月29日        | 165  | ヴァロン始動!謎のアーマーデッキ                  | 鈴木やすゆき          | 葛谷直行          | 渡辺正彦   | 加々美高浩                   | アニメオリジナル                                                      |
| 8月12日        | 166  | 復讐のアメルダ 大空中決闘                        | 鈴木やすゆき          | 辻初樹            | 久保太郎   | 小林一幸                     | アニメオリジナル                                                      |
| 8月19日        | 167  | 天空の要塞 ジグラート                            | 鈴木やすゆき          | 辻初樹            | 又野弘道   | 羽山淳一                     | アニメオリジナル                                                      |
| 8月19日        | 168  | 忍びよるダーツの影                               | 吉田伸                | 細田雅弘          | 細田雅弘   | 原憲一                       | アニメオリジナル                                                      |
| 9月2日         | 169  | 激突!城之内VSヴァロン                            | 面出明美              | 辻初樹            | 武藤公春   | 武藤公春                     | アニメオリジナル                                                      |
| 9月9日         | 170  | フルアーマー・グラビテーション                   | 面出明美              | 町田住人          | 町田住人   | 井上善勝                     | アニメオリジナル                                                      |
| 9月16日        | 171  | 響きあう魂                                       | 面出明美              | 辻初樹            | 渡辺正彦   | 高橋和徳                     | アニメオリジナル                                                      |
| 9月23日        | 172  | 激闘の果てに                                     | 面出明美              | 葛谷直行          | 鶴田寛     | 平川亜喜雄                   | アニメオリジナル                                                      |
| 10月1日        | 173  | 苦い勝利                                         | 面出明美              | 又野弘道          | 又野弘道   | 羽山淳一                     | アニメオリジナル                                                      |
| 10月8日        | 174  | 運命の決闘!遊戯VSラフェール                      | 鈴木やすゆき          | 辻初樹            | 武藤公春   | 武藤公春                     | アニメオリジナル                                                      |
| 10月15日       | 175  | 不死身!ガーディアン・デスサイス                  | 鈴木やすゆき          | 葛谷直行          | 吉川浩司   | 原憲一                       | アニメオリジナル                                                      |
| 10月22日       | 176  | 心の闇を撃て!                                    | 鈴木やすゆき          | 町田住人          | 町田住人   | 井上善勝                     | アニメオリジナル                                                      |
| 10月29日       | 177  | 決戦の地へ!ダーツVS遊戯&海馬                     | 吉田伸                | 辻初樹            | 渡辺正彦   | 加々美高浩 高橋和徳          | アニメオリジナル                                                      |
| 11月5日        | 178  | アトランティスの悲劇                             | 吉田伸                | 葛谷直行          | 鶴田寛     | 平川亜喜雄                   | アニメオリジナル                                                      |
| 11月12日       | 179  | 囚われのミラーナイト                             | 吉田伸                | 又野弘道          | 又野弘道   | 羽山淳一 橋本航平            | アニメオリジナル                                                      |
| 11月19日       | 180  | オレイカルコスの三重結界                         | 吉田伸                | 辻初樹            | 武藤公春   | 武藤公春                     | アニメオリジナル                                                      |
| 11月26日       | 181  | よみがえれ!伝説の三騎士                          | 吉田伸                | 葛谷直行          | 吉川浩司   | 原憲一                       | アニメオリジナル                                                      |
| 12月3日        | 182  | 攻撃力∞蛇神ゲー                                  | 吉田伸                | 町田住人          | 町田住人   | 井上善勝                     | アニメオリジナル                                                      |
| 12月10日       | 183  | 神神の戦い                                       | 吉田伸                | 辻初樹            | 渡辺正彦   | 高橋和徳                     | アニメオリジナル                                                      |
| 12月17日       | 184  | 光の中を歩め                                     | 吉田伸                | 葛谷直行          | 鶴田寛     | 平川亜喜雄                   | アニメオリジナル                                                      |
| 12月24日       | 185  | KCグランプリ開幕                                 | 面出明美              | 又野弘道          | 又野弘道   | 山崎展義                     | アニメオリジナル                                                      |
| 2004年 1月7日  | 186  | 動きだした陰謀                                   | 面出明美              | 葛谷直行          | 武藤公春   | 武藤公春                     | アニメオリジナル                                                      |
| 1月14日        | 187  | 城之内VSマスク・ザ・ロック                       | 鈴木やすゆき          | 吉川浩司          | 吉川浩司   | 原憲一                       | アニメオリジナル                                                      |
| 1月21日        | 188  | 幻の古代竜                                       | 鈴木やすゆき          | 町田住人          | 町田住人   | 井上善勝                     | アニメオリジナル                                                      |
| 1月28日        | 189  | 熱闘!レベッカVSヴィヴィアン                      | 面出明美              | 葛谷直行          | 渡辺正彦   | 飯飼一幸                     | アニメオリジナル                                                      |
| 2月4日         | 190  | 城之内VSジーク 華麗なる決闘                      | 面出明美              | 葛谷直行          | 石田暢     | 関口雅浩                     | アニメオリジナル                                                      |
| 2月11日        | 191  | モンスター抹殺の女神                             | 面出明美              | 又野弘道          | 又野弘道   | 山崎展義                     | アニメオリジナル                                                      |
| 2月18日        | 192  | 天才少女VS天才少年                               | 鈴木やすゆき          | 葛谷直行          | 武藤公春   | 武藤公春                     | アニメオリジナル                                                      |
| 2月25日        | 193  | おとぎの国のレオン                               | 鈴木やすゆき          | 辻初樹            | 鶴田寛     | 原憲一                       | アニメオリジナル                                                      |
| 3月3日         | 194  | 海馬乱入!グランプリ決勝戦                        | 鈴木やすゆき          | 町田住人          | 町田住人   | 井上善勝                     | アニメオリジナル                                                      |
| 3月10日        | 195  | 戦女神VS青眼の白龍                               | 鈴木やすゆき          | 葛谷直行          | 渡辺正彦   | 飯飼一幸                     | アニメオリジナル                                                      |
| 3月17日        | 196  | デュエルキング決定戦 遊戯VSレオン                | 面出明美              | 中村憲由          | 石田暢     | 関口雅浩                     | アニメオリジナル                                                      |
| 3月24日        | 197  | シュトロームベルクの金の城                       | 面出明美              | 又野弘道          | 又野弘道   | 山崎展義                     | アニメオリジナル                                                      |
| 3月31日        | 198  | KCグランプリ終結                                 | 面出明美              | 葛谷直行          | 武藤公春   | 武藤公春                     | アニメオリジナル                                                      |
| 4月7日         | 199  | 究極のゲーム                                     | 吉田伸                | 南康宏            | 鶴田寛     | 平川亜喜雄                   | 遊闘279 - 290・ 292・293 （第32巻・第33巻） アニメオリジナル          |
| 4月14日        | 200  | 動きだした闇のバクラ                             | 吉田伸                | 町田住人          | 町田住人   | 井上善勝                     | 遊闘279 - 290・ 292・293 （第32巻・第33巻） アニメオリジナル          |
| 4月21日        | 201  | 開かれた記憶の扉                                 | 吉田伸                | 葛谷直行          | 渡辺正彦   | 南伸一郎                     | 遊闘279 - 290・ 292・293 （第32巻・第33巻） アニメオリジナル          |
| 4月28日        | 202  | 盗賊王バクラ見参!                                | 吉田伸                | 中村憲由          | 石田暢     | 関口雅浩                     | 遊闘279 - 290・ 292・293 （第32巻・第33巻） アニメオリジナル          |
| 5月5日         | 203  | マハードの決意                                   | 鈴木やすゆき          | 又野弘道          | 又野弘道   | 山崎展義                     | 遊闘279 - 290・ 292・293 （第32巻・第33巻） アニメオリジナル          |
| 5月12日        | 204  | 死闘!マハードVSバクラ                            | 鈴木やすゆき          | 葛谷直行          | 武藤公春   | 武藤公春                     | 遊闘279 - 290・ 292・293 （第32巻・第33巻） アニメオリジナル          |
| 5月19日        | 205  | 青い瞳のキサラ                                   | 吉田伸                | 中村憲由          | 鶴田寛     | 原憲一                       |                                                                       |
| 5月26日        | 206  | 千年アイテム誕生の秘密                           | 吉田伸                | 町田住人          | 町田住人   | 井上善勝                     |                                                                       |
| 6月2日         | 207  | 巻き戻る時間                                     | 前川淳                | 葛谷直行          | 渡辺正彦   | 南伸一郎                     |                                                                       |
| 6月9日         | 208  | 生きていたファラオ                               | 鈴木やすゆき          | 石田暢            | 石田暢     | 関口雅浩                     |                                                                       |
| 6月16日        | 209  | 死霊の村                                         | 面出明美              | 又野弘道          | 又野弘道   | 山崎展義                     |                                                                       |
| 6月23日        | 210  | 盗賊王バクラの最期                               | 吉田伸                | 葛谷直行          | 武藤公春   | 武藤公春                     |                                                                       |
| 6月30日        | 211  | 新たなるステージ                                 | 前川淳                | 中村憲由          | 鶴田寛     | 平川亜喜雄                   |                                                                       |
| 7月7日         | 212  | 闇の大神官                                       | 鈴木やすゆき          | 町田住人          | 町田住人   | 井上善勝                     |                                                                       |
| 7月14日        | 213  | 邪神復活へのカウントダウン                       | 面出明美              | 葛谷直行          | 渡辺正彦   | 南伸一郎                     |                                                                       |
| 7月21日        | 214  | 白き龍                                           | 吉田伸                | 石田暢            | 石田暢     | 関口雅浩                     |                                                                       |
| 7月28日        | 215  | 大邪神ゾーク復活                                 | 前川淳                | 又野弘道          | 又野弘道   | 山崎展義                     |                                                                       |
| 8月4日         | 216  | 伝説の守護神エクゾディア復活!                    | 面出明美              | 葛谷直行          | 武藤公春   | 武藤公春                     |                                                                       |
| 8月11日        | 217  | 召喚!三幻神                                      | 鈴木やすゆき          | 中村憲由          | 鶴田寛     | 原憲一                       |                                                                       |
| 8月18日        | 218  | ゾークVS青眼の究極竜                             | 吉田伸                | 町田住人          | 町田住人   | 井上善勝                     |                                                                       |
| 8月25日        | 219  | 王の名のもとに!!                                 | 前川淳                | 辻初樹            | 渡辺正彦   | 南伸一郎                     |                                                                       |
| 9月1日         | 220  | 最後の試練                                       | 面出明美              | 石田暢            | 石田暢     | 関口雅浩                     |                                                                       |
| 9月8日         | 221  | 運命のラストデュエル                             | 鈴木やすゆき          | 又野弘道          | 又野弘道   | 山崎展義                     | 遊闘338 - 遊闘343(最終話) （第38巻） アニメオリジナル                 |
| 9月15日        | 222  | 三幻神を倒せ!                                    | 吉田伸                | 葛谷直行          | 武藤公春   | 武藤公春 成田和也            | 遊闘338 - 遊闘343(最終話) （第38巻） アニメオリジナル                 |
| 9月22日        | 223  | 強き心 優しき心                                  | 吉田伸                | 中村憲由          | 鶴田寛     | 平川亜喜雄                   | 遊闘338 - 遊闘343(最終話) （第38巻） アニメオリジナル                 |
| 9月29日        | 224  | 光の中へ完結する物語                             | 吉田伸                | 杉島邦久          | 渡辺正彦   | 南伸一郎 武藤公春 平川亜喜雄 | 遊闘338 - 遊闘343(最終話) （第38巻） アニメオリジナル                 |

特番構成
いずれもテレビ東京の場合。
- 2001年11月27日は「いよいよ決戦 千年アイテムが引きよせた運命の対決の行方は!スペシャル」として第82話から第84話まで放送。
- 2002年8月27日は「奇跡の大脱出スペシャル ブルーアイズVSエクゾディア・ネクロス」として第120話と第121話を放送。
- 2002年10月8日はスペシャル「城之内VSマリク」として第125話と第126話を放送。
- 2002年11月19日は「真のデュエリストの絆は友を救えるか!? 遊戯VS海馬・神をも超える宿命の対決の行方は!スペシャル」として第132話から第134話までを放送。
- 2003年6月24日は「立ち上がれ遊戯! 負けるな城之内!スペシャル」として第160話と第161話を放送。
- 2003年8月19日は「闘え! 海馬! 決死の空中大脱出スペシャル」として第167話と第168話を放送。

## 放送局
テレビ東京系列以外の放送日時は、アニマックスと個別に出典が提示されているものを除き、2001年7月下旬 - 8月上旬時点のものとする。
| 放送対象地域  | 放送局           | 放送期間 | 放送日時                                                                  | 系列             | 脚注                |
| ------------- | ---------------- | --- | ------------------------------------------------------------------------- | ---------------- | ------------------- |
| 関東広域圏    | テレビ東京       | 2000年4月18日 - 2001年3月27日 2001年4月3日 - 2003年9月23日 2003年10月1日 - 2004年9月29日                             | 火曜 19:28 - 19:55 火曜 19:30 - 20:00 水曜 18:30 - 19:00                  | テレビ東京系列   | 制作局              |
| 北海道        | テレビ北海道     | 2000年4月18日 - 2001年3月27日 2001年4月3日 - 2003年9月23日 2003年10月1日 - 2004年9月29日                             | 火曜 19:28 - 19:55 火曜 19:30 - 20:00 水曜 18:30 - 19:00                  | テレビ東京系列   |                     |
| 大阪府        | テレビ大阪       | 2000年4月18日 - 2001年3月27日 2001年4月3日 - 2003年9月23日 2003年10月1日 - 2004年9月29日                             | 火曜 19:28 - 19:55 火曜 19:30 - 20:00 水曜 18:30 - 19:00                  | テレビ東京系列   |                     |
| 岡山県 香川県 | テレビせとうち   | 2000年4月18日 - 2001年3月27日 2001年4月3日 - 2003年9月23日 2003年10月1日 - 2004年9月29日                             | 火曜 19:28 - 19:55 火曜 19:30 - 20:00 水曜 18:30 - 19:00                  | テレビ東京系列   |                     |
| 岩手県        | IBC岩手放送      | 2000年7月2日 - 不明                                                                                                  | 日曜 6:00 - 6:30                                                          | TBS系列          |                     |
| 宮城県        | 東日本放送       | 2000年8月7日 - 10日 8月17日 - 不明                                                                                   | 月 - 木曜 9:55 - （第8話まで） 木曜 16:00 - 16:30                         | テレビ朝日系列   | [ 注 23 ] [ 注 24 ] |
| 山形県        | 山形テレビ       | 2000年5月1日 - 不明 2001年7月 - 8月頃                                                                                | 月曜16:30 - 17:00 日曜 6:30 - 7:00                                        | テレビ朝日系列   | [ 注 23 ]           |
| 福島県        | テレビユー福島   | 2001年7月22日 - 2006年1月頃                                                                                          | 日曜 6:00 - 6:30                                                          | TBS系列          |                     |
| 新潟県        | 新潟テレビ21     | 2000年9月30日 - 不明                                                                                                 | 土曜 6:00 - 6:30                                                          | テレビ朝日系列   | [ 注 23 ] [ 注 24 ] |
| 長野県        | 信越放送         | 2000年11月25日 - 不明 2001年7月 - 8月頃 2002年頃 2003年頃                                                            | 土曜 6:00 - 6:30 木曜 5:00 - 5:30 日曜 5:00 - 5:30 土曜 7:00 - 7:30       | TBS系列          |                     |
| 静岡県        | 静岡朝日テレビ   | 2001年7月 - 8月頃 | 土曜 7:00 - 7:30                                                          | テレビ朝日系列   | [ 注 23 ] [ 注 24 ] |
| 富山県        | 富山テレビ       | 2000年6月8日 - 2001年3月29日 2001年4月2日 - 2002年3月18日 2002年4月1日 - 2003年3月31日 2003年4月6日 - 2003年12月21日 | 木曜 16:00 - 16:30 月曜 15:55 - 16:25 月曜 15:30 - 16:00 日曜 5:30 - 6:00 | フジテレビ系列   | [ 注 25 ] [ 注 24 ] |
| 石川県        | 石川テレビ       | 2001年7月 - 8月頃 | 金曜 15:35 - 16:05                                                        | フジテレビ系列   |                     |
| 愛知県        | テレビ愛知       | 2000年4月23日 - 10月1日 2000年10月3日 - 2001年3月27日 2001年4月3日 - 2003年9月23日 2003年10月1日 - 2004年9月29日     | 日曜 9:00 - 9:30 火曜 19:28 - 19:55 火曜 19:30 - 20:00 水曜 18:30 - 19:00 | テレビ東京系列   |                     |
| 三重県        | 三重テレビ       | 2000年11月6日 - 不明                                                                                                 | 月曜 16:30 - 17:00                                                        | 独立局           |                     |
| 滋賀県        | びわ湖放送       | 2001年7月 - 8月頃 | 火曜 19:30 - 20:00                                                        | 独立局           |                     |
| 奈良県        | 奈良テレビ       | 2001年7月 - 8月頃 | 木曜 18:30 - 19:00                                                        | 独立局           |                     |
| 和歌山県      | テレビ和歌山     | 2000年4月26日 - 不明 2000年10月2日 - 不明                                                                            | 水曜 17:55 - 18:25 月曜 18:30 - 19:00                                     | 独立局           |                     |
| 鳥取県 島根県 | 日本海テレビ     | 2001年1月 - 2002年3月(打ち切り) 2003年2月(放送再開) - 2006年7月                                                      | 水曜 17:27 - 17:54 土曜 5:00 - 5:30                                       | 日本テレビ系列   | [ 注 26 ]           |
| 広島県        | 広島ホームテレビ | 2000年7月4日 - 9月 2000年10月7日 - 不明 2001年7月 - 8月頃                                                            | 火曜 15:55 - 16:25 土曜 7:15 - 7:45 土曜 7:00 - 7:30                      | テレビ朝日系列   | [ 注 23 ] [ 注 24 ] |
| 山口県        | テレビ山口       | 2001年7月 - 8月頃 | 土曜 6:00 - 6:30                                                          | TBS系列          |                     |
| 高知県        | テレビ高知       | 2000年7月25日 - 不明 2001年7月 - 8月頃                                                                               | 火曜 16:00 - 16:30 火曜 16:30 - 17:00                                     | TBS系列          | [ 注 26 ]           |
| 福岡県        | TVQ九州放送      | 2000年4月22日 - 2003年9月 2003年10月1日 - 2004年9月29日                                                              | 時期により異なる 水曜 18:30 - 19:00                                       | テレビ東京系列   |                     |
| 長崎県        | テレビ長崎       | 2001年7月 - 8月頃 | 月曜 15:30 - 16:00                                                        | フジテレビ系列   |                     |
| 宮崎県        | 宮崎放送         | 2000年7月24日 - 2000年8月 2002年頃 2003年頃                                                                          | 月曜 - 金曜 5:30 - 5:56 月曜 - 木曜 5:30 - 6:00 木曜 5:30 - 6:00          | TBS系列          | [ 注 26 ]           |
| 鹿児島県      | 鹿児島テレビ     | 2000年5月3日 - 不明 2001年7月 - 8月頃                                                                                | 水曜 16:00 - 16:30 水曜 16:30 - 17:00                                     | フジテレビ系列   |                     |
| 沖縄県        | 琉球放送         | 2001年7月 - 8月頃 | 月曜 16:30 - 17:00                                                        | TBS系列          |                     |
| 日本全域      | アニマックス     | 2008年2月5日 - 2012年7月17日                                                                                         | 火曜 18:30 - 19:00                                                        | CS専門チャンネル |                     |

## 番外編『Yu-Gi-Oh! Capsule Monsters』
『Yu-Gi-Oh! Capsule Monsters』（ゆうぎおうカプセルモンスターズ）は、高橋和希の漫画『遊☆戯☆王』を原作とするアメリカのテレビアニメ。4キッズエンタテインメントが制作し、2006年に放映された。全12話。日本版タイトルに合わせて『遊☆戯☆王ALEX』（ゆうぎおうアレックス）とも呼ばれる。
テレビアニメ『遊☆戯☆王デュエルモンスターズ』の番外編として制作されたアニメオリジナル作品。劇場作品『光のピラミッド』同様4キッズエンタテインメントが制作した。
本作ではカードゲーム「デュエルモンスターズ」に代わり、カプセルからモンスターを召喚する「カプセルモンスターズ」というボードゲームが登場。その設定を軸にストーリーが構成されている。
なお「カプセルモンスターズ」は、原作初期に登場したボードゲーム「カプセル・モンスター・チェス」をモデルにしている。

### 物語
ひょんなことから「カプセルモンスターズ」の世界に入り込んでしまった遊戯たち。そこは凶暴なモンスターが生息する危険な世界だった。現実世界へ戻るため、遊戯たちはカプセルからモンスターを召喚し命をかけた戦いに挑む。
時間軸的には『遊☆戯☆王デュエルモンスターズ』の「王の記憶編」より前の話である。